# Raúl Pérez
Raúl Pérez (* 14. Februar 1967 in Tijuana) ist ein ehemaliger mexikanischer Boxer im Superbantam- und Bantamgewicht.

## Karriere
Am 29. März 1984 gab er erfolgreich sein Profidebüt. Am 29. Oktober 1988 wurde er im Bantamgewicht Weltmeister der WBA, als er Miguel Lora durch einstimmige Punktrichterentscheidung schlug. Diesen Titel verteidigte er sieben Mal in Folge und verlor im Februar 1991 an Greg Richardson. 
Am 7. Oktober desselben Jahres boxte er gegen Luis Mendoza um die WBA-Weltmeisterschaft im Superbantamgewicht und siegte durch geteilte Punktentscheidung. Allerdings verlor er diesen Gürtel bereits in seiner ersten Titelverteidigung im März des darauffolgenden Jahres gegen Wilfredo Vázquez durch T.K.o.